# 狂歡節序曲 (德沃夏克)
《狂歡節》（捷克語：Karneval），作品92（布氏號B. 169），是安东宁·德沃夏克的音樂會序曲作品，作於1891年，屬於德沃夏克「自然、人生、愛」三部曲中的第二部分。

## 分析
本曲的演奏時間約9分30秒。

### 配器
| - 木管 - 短笛 - 長笛：2 - 雙簧管：2 - 英國管 - 單簧管：2 - 低音管：2 | - 銅管 - 圓號：4 - 小號：2 - 長號：3 - 低音號 | - 定音鼓 - 擊樂 - 雙鈸 - 鈴鼓 - 三角鐵 | - 豎琴 - 弦樂 |

依照工具書《管弦樂作品手冊》指示，上述之配器可簡記為"*3 *3 2 2—4 2 3 1—tmp+3—hp—str"。

## 外部連結
- 狂歡節序曲 (德沃夏克)：国际乐谱典藏计划上的乐谱
- Antonin-dvorak.cz的作品頁面 （页面存档备份，存于）